# Komárom

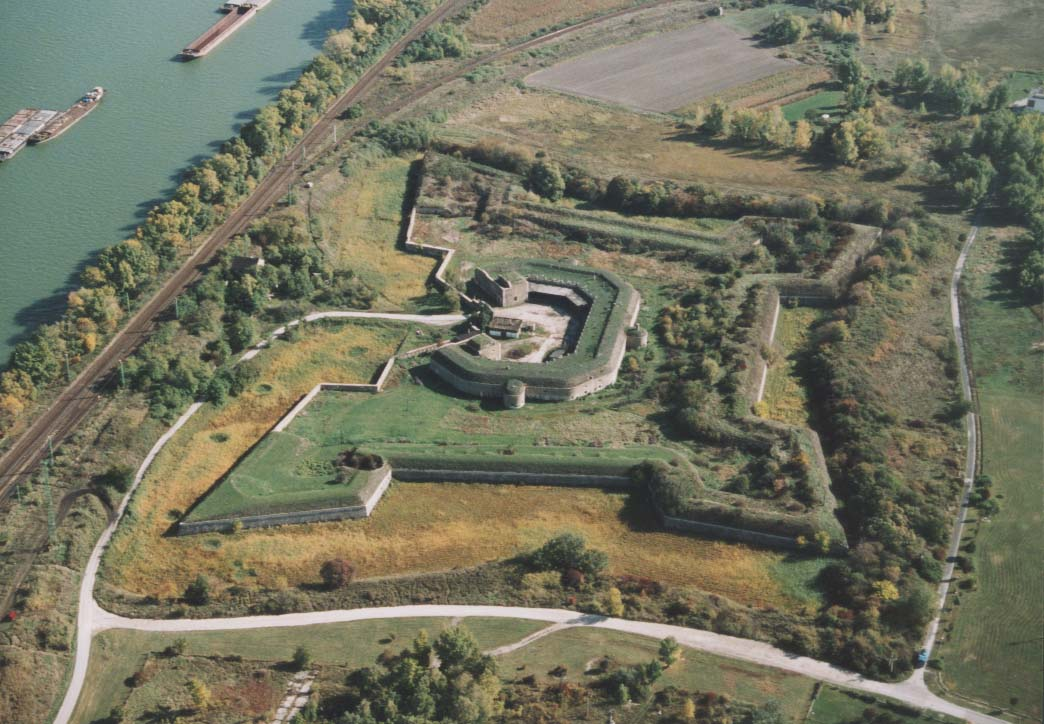
Luftaufnahme: Die Sternfestung Csillag erőd östlich von Komárom

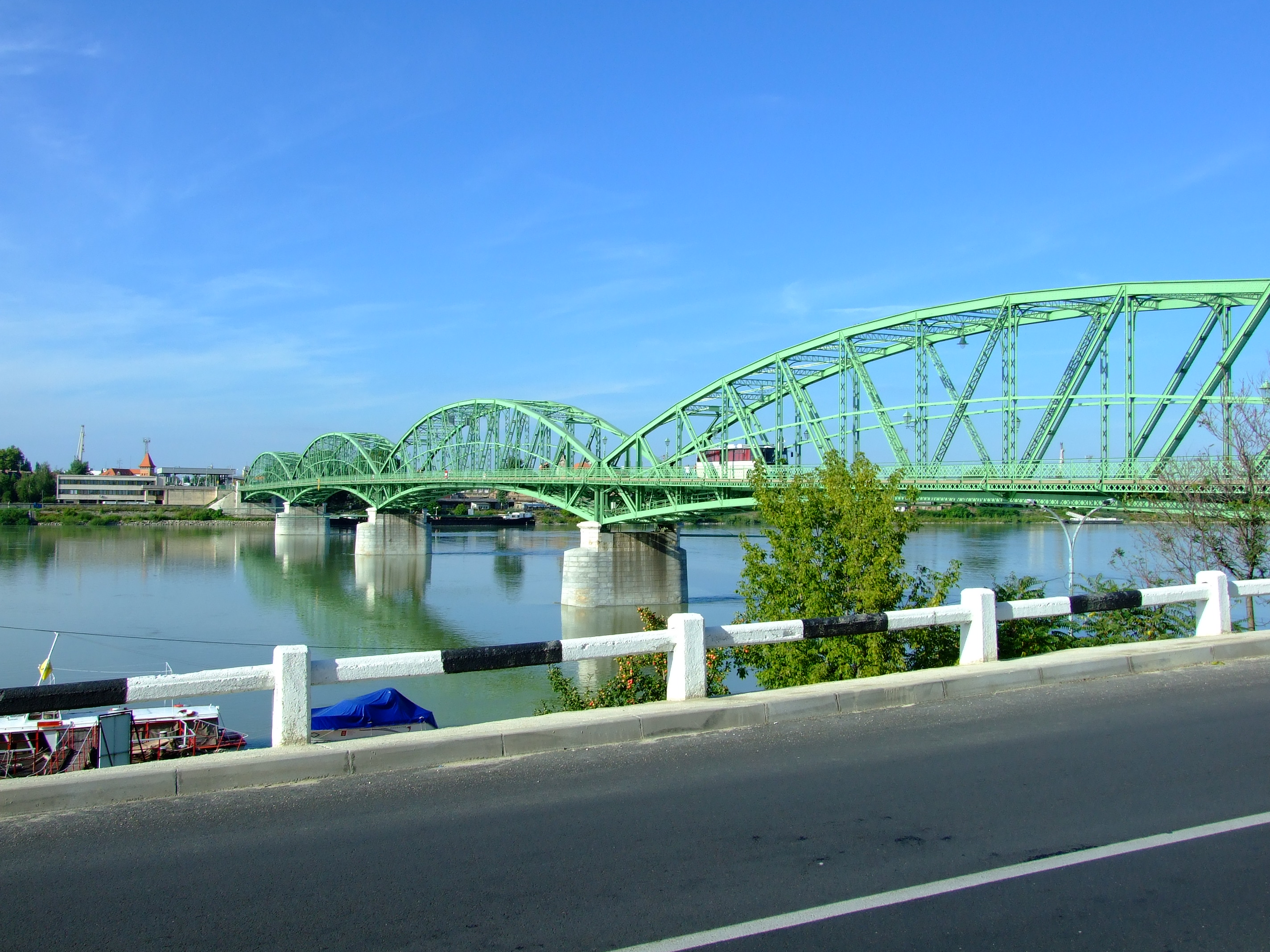
Elisabethbrücke nach Komárno

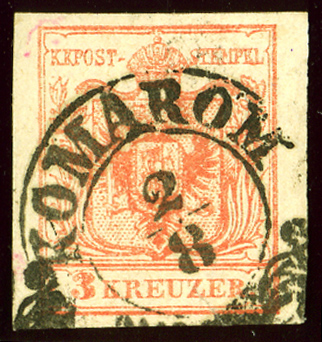
Briefmarke der Wappenausgabe 1850 mit Ortsstempel von Komárom

Komárom [ˈkomaːrom] (deutsch Komorn, slowakisch Komárno) ist eine Stadt im Norden Ungarns im Komitat Komárom-Esztergom.

## Geografie
Komárom liegt am rechten Ufer der Donau und hat eine Fläche von 70,19 km². 2009 hatte die Stadt 19.747 Einwohner. Ursprünglich hieß die Stadt Új-Szőny, am 1. Juli 1896 wurde sie nach Komárom, das heutige Komárno in der Slowakei, eingemeindet.

## Geschichte
In römischer Zeit lag auf dem Gebiet des heutigen Komárom im Stadtteil Szőny bis in die Spätantike das Legionslager Brigetio mit einer bedeutenden Zivilstadt. Heute ist davon nichts mehr sichtbar erhalten.
Der nördliche Teil von Komorn wurde 1919 von tschechoslowakischen Legionären besetzt. Im Friedensvertrag von Trianon wurde am 4. Juni 1920 diese Teilung auch völkerrechtlich anerkannt, der bedeutendere Norden (wo sich auch das historische Stadtzentrum und die Festung Komorn befindet) wurde an die neu gegründete Tschechoslowakei angegliedert. Der kleinere, unbedeutendere Teil von Komorn mit der 1977 angegliederten Vorstadt Szőny, südlich der Donau, verblieb bei Ungarn. Durch diese neue Grenze zwischen Ungarn und der Tschechoslowakei entstanden zwei Städte, die letztlich den gleichen Namen tragen. Die heutige slowakische Schwesterstadt Komárno ist mit Komárom durch die Eisenbahnbrücke Komárom–Komárno (ung. Komáromi vasúti összekötő híd) und zwei Straßenbrücken, die Elisabeth-Brücke (ung. Erzsébet-híd) und die 2020 neu eröffnete Monostor-Brücke, (ungarisch Monostori-hid), verbunden.

## Wirtschaft und Verkehr
Hier ist die ungarische Grenzrevisionsstelle für ein- und austretende Schiffe, sodass sie für die mitteleuropäische Binnenschifffahrt eine große Bedeutung hat. Infolge des Gefällebruches der Donau werden stromaufwärts ankommende große Schiffsverbände in Komárom geteilt; stromauf werden von hier an maximal Viererschubverbände weitergeführt. Umgekehrt können die talfahrend ankommenden Schiffe hier zu großen Verbänden zusammengeführt werden.
Komárom liegt an der Bahnstrecke Budapest–Hegyeshalom, der einstigen Ostbahn nach Wien. Zudem endet hier die nicht elektrifizierte Strecke von Székesfehérvár. Auf der Bahnstrecke Komárom–Nové Zámky findet auf dem grenzüberschreitenden Abschnitt zwischen den Bahnhöfen Komárom und Komárno nur noch Güterverkehr statt.
Komárom ist heute ein industrielles Zentrum. Im Frühjahr 2017 wurde die erste europäische Automobilfabrik des chinesischen Unternehmens BYD Auto eröffnet, weltweiter Marktführer für Batteriebusse. Zunächst ist eine jährliche Produktion von 200 Elektrobussen, insbesondere vom Typ ebus, für den europäischen Markt geplant. Am Standort entstehen rund 300 neue Arbeitsplätze.
Im Jahr 2018 wurde mit dem Bau einer Fabrik für Fahrzeugbatterien durch die Südkoreanischen SK Innovation begonnen und bereits im Herbst 2019 begann die Produktion. 2019 arbeiteten im Werk der SK Battery Magyarország Kft etwa 1300 Mitarbeiter.

## Partnerstädte
Komárom ist eine Partnerstadt von:
- Komárno (ungarisch Komárom), Slowakei
- Lieto, Finnland
- Naumburg, Deutschland
- Judendorf-Straßengel, Österreich
- Sebeș, Rumänien
- Sosnowiec, Polen

## Söhne und Töchter der Stadt
- György Klapka (1820–1892), 1849 war er Kommandeur der Burg Komárom im Rang eines Generals (Unabhängigkeitskrieg) und später Mitglied des Parlaments
- Mór Jókai (1825–1904), ungarischer Schriftsteller und Journalist
- Géza Horváth (1868–1925), ungarischer Komponist, Arrangeur und Musikschuldirektor
- Béla Térfi (1869–1959), Forstrat, Staatssekretär, Minister und Philatelist
- Franz Lehár (1870–1948), österreichischer Komponist ungarischer Herkunft
- Theodor Körner (1873–1957), österreichischer Bundespräsident
- József Viola (1896–1949), ungarischer Fußballspieler und -trainer
- István Dobi (1898–1968), ungarischer kommunistischer Politiker; Minister- und Staatspräsident
- Franz von Krbek (1898–1984), deutscher Mathematiker
- Franz Rotter (1910–1989), deutscher Bildhauer
- Árpád Kézdi (1919–1983), ungarischer Bauingenieur
- István Miklós Molnár (1928–2012), Diplomat und Offizier der Volksrepublik Ungarn
- Péter Szijjártó (* 1978), ungarischer Politiker; Außenminister
- Bence Béres (* 1992), Shorttracker
- Hannah Chukwu (* 2003), Squashspielerin